# Moutiers-sous-Argenton
Moutiers-sous-Argenton foi uma comuna francesa na região administrativa da Nova Aquitânia, no departamento de Deux-Sèvres. Estendia-se por uma área de 36,4 km². Em 2010 a comuna tinha 588 habitantes (densidade: 16,2 hab./km²).
Em 1 de janeiro de 2016, passou a formar parte da comuna de Argentonnay.